# Protomyctophum tenisoni
Protomyctophum tenisoni és una espècie de peix de la família dels mictòfids i de l'ordre dels mictofiformes.

## Morfologia
- Els mascles poden assolir 5,4 cm de longitud total.[1][2]

## Depredadors
A les Illes del Príncep Eduard és depredat per Arctocephalus gazella i Arctocephalus tropicalis, i a l'Illa Crozet per Aptenodytes patagonicus.

## Hàbitat
És un peix marí i d'aigües profundes.

## Distribució geogràfica
Es troba a tots els oceans de l'hemisferi sud.